# جاي برستون بارنز
جاي برستون بارنز (بالإنجليزية: Jay Preston Barnes)‏ هو سياسي أمريكي، ولد في 9 أغسطس 1869، وتوفي في 8 مايو 1943. حزبياً، نشط في الحزب الديمقراطي.